# I passi nel mausoleo
I passi nel mausoleo (tradotto anche come I passi all'interno) è un racconto scritto da R. E. Howard appartenente al ciclo di Solomon Kane.

## Storia editoriale
Il racconto venne accettato da Weird Tales intorno all'inverno 1930 e pubblicato nel numero di settembre del 1931 fruttando ad Howard 56 dollari; la  successiva versione libraria è stata soggetta ad interventi editoriali.
In una lettera indirizzata a Tevis Clyde Smith, Howard scrisse:
In una lettera indirizzata a Lovecraft si scopre l'apprezzamento dell'autore per il racconto e un timore di Howard in merito:
In Italia è stato pubblicato per la prima volta nel Settembre 1979 all'interno del secondo volume della collana Il Libro d'Oro della Fantascienza edita da Fanucci editore, traduzione ad opera di Roberta Rambelli.
Una nuova traduzione basata sui testi originali privi di interventi editoriali è stata proposta all'interno del libro Solomon Kane. La saga completa edito da Il Palindromo nell'ottobre 2024.

## Fumetti
Il racconto ha avuto un solo adattamento a fumetti realizzato dalla Marvel Comics nel 1979 all'interno della testata Marvel Preview.
| Data        | Edizione inglese                  | TItolo               | Titolo italiano      | Sceneggiatura | Disegni       | Colori        | Copertina  | Prima edizione italiana                   | Data italiana |
| ----------- | --------------------------------- | -------------------- | -------------------- | ------------- | ------------- | ------------- | ---------- | ----------------------------------------- | ------------- |
| Giugno 1979 | Marvel Preview 19 (Marvel Comics) | The Footfalls Within | I passi nel mausoleo | Don Glut      | Will Meugniot | Bianco e nero | Bob Larkin | La Saga di Solomon Kane 2 (Panini Comics) | Giugno 2018   |

## Edizioni
- The Footfalls Within, in Weird Tales Vol.18 n. 2, Popular Fiction Publishing Company, settembre 1931.
- I passi nel mausoleo, traduzione di Roberta Rambelli, ne Il Libro d'Oro della Fantascienza 2, Fanucci Editore, settembre 1979.